# Milo Goes to College
Milo Goes to College è il primo album pubblicato dalla punk band californiana Descendents, edito nel 1982 dalla New Alliance Records. È l'album più celebre dei Descendents, e quello che ha portato la band al successo nella scena punk rock. Inoltre, Rolling Stone lo classificò al 4° posto nella lista dei 50 migliori album Pop punk.

## Tracce
1. Myage – 1:59
2. I Wanna Be a Bear – 0:42
3. I'm Not a Loser – 1:28
4. Parents – 1:38
5. Tonyage – 0:56
6. M 16 – 0:43
7. I'm Not a Punk – 1:04
8. Catalina – 1:46
9. Suburban Home – 1:40
10. Statue of Liberty – 1:59
11. Kabuki Girl – 1:10
12. Marriage – 1:39
13. Hope – 2:00
14. Bikeage – 2:14
15. Jean Is Dead – 1:33

## Formazione
- Milo Aukerman - voce
- Bill Stevenson - batteria
- Frank Navetta - chitarra
- Tony Lombardo - basso